# Venus București
Asociația Fotbal Club Venus 1914 București, cunoscută popular ca Venus București sau simplu Venus, este un club de fotbal amator din București, fondat în 1914 și reînființat în 2014. În prezent, clubul evoluează în Liga a IV-a București.
Înainte de dispariția sa, Venus a fost cel mai de succes club de fotbal din România, câștigând opt campionate naționale. După al Doilea Război Mondial, din cauza restricțiilor impuse de regimul comunist, clubul a încercat să supraviețuiască, dar s-a dizolvat în anul 1948. În 2014, clubul a fost refondat de un grup care includea și urmași ai foștilor jucători.
Jucătorii lui Venus sunt supranumiți „Negrii” datorită tricourilor lor negre. Culorile clubului sunt alb și negru, iar emblema este o stea albă cu opt colțuri.

## Istoric

### Perioada de început
Aventura celor de la Venus a început în vara anului 1914, când un grup de studenți de la Școala de Arte și Meserii, conduși de Mitty Niculescu, care a devenit și căpitanul echipei, au fondat clubul. Un an mai târziu, pe 5 iulie, clubul a fost afiliat la Federația Română de Fotbal, cunoscută atunci sub acronimul FSSR (Federația Societăților Sportive din România). Astfel, echipa cu sediul pe Strada Buzești din București  își putea rula, în mod oficial, activitatea fotbalistică. Așadar, primul sezon al echipei a început chiar în toamna anului 1915, când Venus a fost inclusă în Cupa Harwester, în categoria a II-a. Venus a fost repartizată în seria bucureșteană, alături de echipe precum Tricolorul, Colentina II, Gloria, Colțea II și Victoria. Printre meciurile notabile ale sezonului se numără victoria cu 3-0 împotriva celor de la Colțea II, victoria cu 6-1 împotriva Gloriei București, și egalul 1-1 cu Tricolorul. La finalul ediției, Venus a ocupat locul 2 în seria bucureșteană a Cupei Harwester, categoria a II-a, cu 15 puncte, fiind devansată de Tricolorul, care a câștigat competiția cu 16 puncte.Deși Venus nu a reușit să câștige trofeul, a demonstrat potențialul de a deveni una dintre echipele de top ale României în anii următori.
În sezonul 1916, Venus București a continuat să participe în competițiile fotbalistice, fiind înscrisă tot în Categoria a II-a pentru Cupa Harwester. Clubul a fost repartizat în Seria B, alături de echipe precum Tricolor II, Bukarester II, Prahova II și Gloria București. Deși startul sezonului a fost amânat din cauza vremii nefavorabile, Venus a reușit să obțină rezultate importante, cum ar fi victoria cu 2-1 împotriva celor de la Gloria București și o victorie categorică de 7-0 împotriva lui Tricolor II. Venus a terminat pe primul loc în Seria B și a avansat în finala competiției, unde a întâlnit câștigătoarea Seriei A, Tricolorul București. După un meci inițial încheiat la egalitate 1-1, Venus a câștigat rejucarea cu 1-0 pe 12 iunie 1916, obținând astfel primul trofeu din istoria sa: Cupa Harwester, Categoria a II-a. Meciul a fost contestat de Tricolorul, care a reclamat neacordarea unui penalty, dar decizia arbitrului a fost menținută.
Activitatea fotbalistică a fost întreruptă la scurt timp după aceea, pe 14 august 1916, când România a intrat în Primul Război Mondial, iar competițiile sportive au fost suspendate pentru următorii trei ani.
După încheierea Primului Război Mondial și formarea României Mari în 1918, fotbalul a revenit treptat în viața publică, devenind din ce în ce mai popular. Până în toamna anului 1921, au fost luate în considerație doar competițiile din vechiul regat, deși și în celelalte provincii au existat încercări de disputare a unor întreceri. Așadar în 1919, s-au organizat două competiții majore pentru echipele din prima categorie: Cupa Jean Luca P. Niculescu, desfășurată în primăvară, și Cupa Harwester, în toamnă. Cupa Jean Luca P. Niculescu a reunit patru echipe din București: Venus ASC, Colțea FC, CA Universitar și Tricolor FC. Competiția este considerată semioficială și nu este recunoscută ca parte a campionatului național oficial de către Federația Română de Fotbal. Aceasta s-a desfășurat între 10 martie și 23 mai 1919, toate meciurile fiind jucate pe stadionul din Parcul Sporturilor din București. Venus a obținut rezultate remarcabile, câștigând trei din cele patru meciuri disputate. Printre momentele importante ale competiției se numără victoria Venusului cu 1-0 împotriva celor de la Colțea FC în deschiderea turneului și victoria cu 2-0 împotriva aceleiași echipe în retur. „Negrii” au pierdut un singur meci, 1-4 împotriva CA Universitar. În ciuda acestui eșec, Venus a încheiat întrecerea pe primul loc, devenind câștigătoarea Cupei Jean Luca P. Niculescu, ediția de primăvară a anului 1919. Echipa Venus, care i-a avut în componență pe jucători precum Ballif, Mitty Niculescu, Tudor Florian și Mircea Teclu, a demonstrat un fotbal de calitate, contribuind la consolidarea reputației clubului în perioada interbelică.

### Primul titlu
Sezonul 1919-20 a fost al optulea sezon al campionatului României. În realitate, nu a fost un campionat propriu-zis, ci meciuri pentru Cupa Harwester, în perioada 5 octombrie-noiembrie/decembrie 1919, și Cupa Jean Luca P. Niculescu, între 21 martie și 13 iunie 1920. Ambele trofee au fost câștigate de Venus București, care a fost considerat Campion al României pentru sezonul 1919-20. La Cupa Harwester au participat doar patru echipe : Prahova FC Ploiești, Colțea FC București, Tricolor FC București și Venus ASC București. Parcursul echipei Venus a fost unul remarcabil, începând cu o victorie împotriva echipei Prahova Ploiești cu scorul de 1-0, rezultat disputat atât în tur, cât și în retur. De asemenea, Venus a reușit să învingă echipa Colțea București cu 3-2 în retur, după ce prima întâlnire s-a încheiat la egalitate, 0-0. Într-un meci crucial, Venus a pierdut în fața Tricolorului București cu 1-3, dar și-a luat revanșa în retur, câștigând cu 2-1.
La finalul competiției, Venus București a ocupat locul 1, cu un total de 9 puncte, obținând astfel trofeul Cupei Harwester, ediția de toamnă 1919. Din păcate, presa vremii nu a oferit detalii extensive despre echipa Venus, menționând doar câțiva jucători notabili, precum Mitty Niculescu (căpitan), Onoriu Nicolau și Vasiliu Nicolau-Unchiul.
În Cupa Jean Luca P. Niculescu din primăvara anului 1920 au participat șapte echipe : Prahova Ploiești, Colțea București, Venus București, Tricolor București, Educție Fizică București, Speciala București și Excelsior București. Meciurile s-au desfășurat între lunile martie și iunie pe diverse terenuri din București și Ploiești : cel din Parcul Sportiv al FSSR, terenul Excelsior, cel al Școlii Militare de Educație Fizică, precum și cel al clubului FC Prahova din Ploiești. Venus a avut un parcurs solid, înregistrând victorii împotriva echipelor Speciala București și Colțea, precum și un egal important, 0-0, împotriva rivalei Tricolor București. Cu toate acestea, sezonul a fost marcat de numeroase amânări și retrageri, ceea ce a dus la o decizie neașteptată din partea Uniunii Cluburilor de Football-Asociație (UCFA): suspendarea meciurilor oficiale din cauza căldurilor mari din timpul verii. Decizia a fost una stranie având în vedere că la vârful clasamentului aveam parte de o egalitate de puncte (17 la număr) între Venus și Educația Fizică București după 11 meciuri disputate. Astfel meciurile nu au fost reluate, iar în noiembrie 1920, Venus București a fost declarată câștigătoarea Cupei. Decizia finală a fost influențată de un meci litigios între Venus și Educația Fizică, care nu s-a prezentat la teren pentru acest meci, deși fusese notificată cu trei săptămâni înainte, permițând astfel echipei Venus să obțină victoria și să câștige competiția. În echipa "negrilor din Splai" s-au remarcat jucători precum portarul Sobieski, Onoriu Nicolau și Mitty Niculescu.

### Controversa

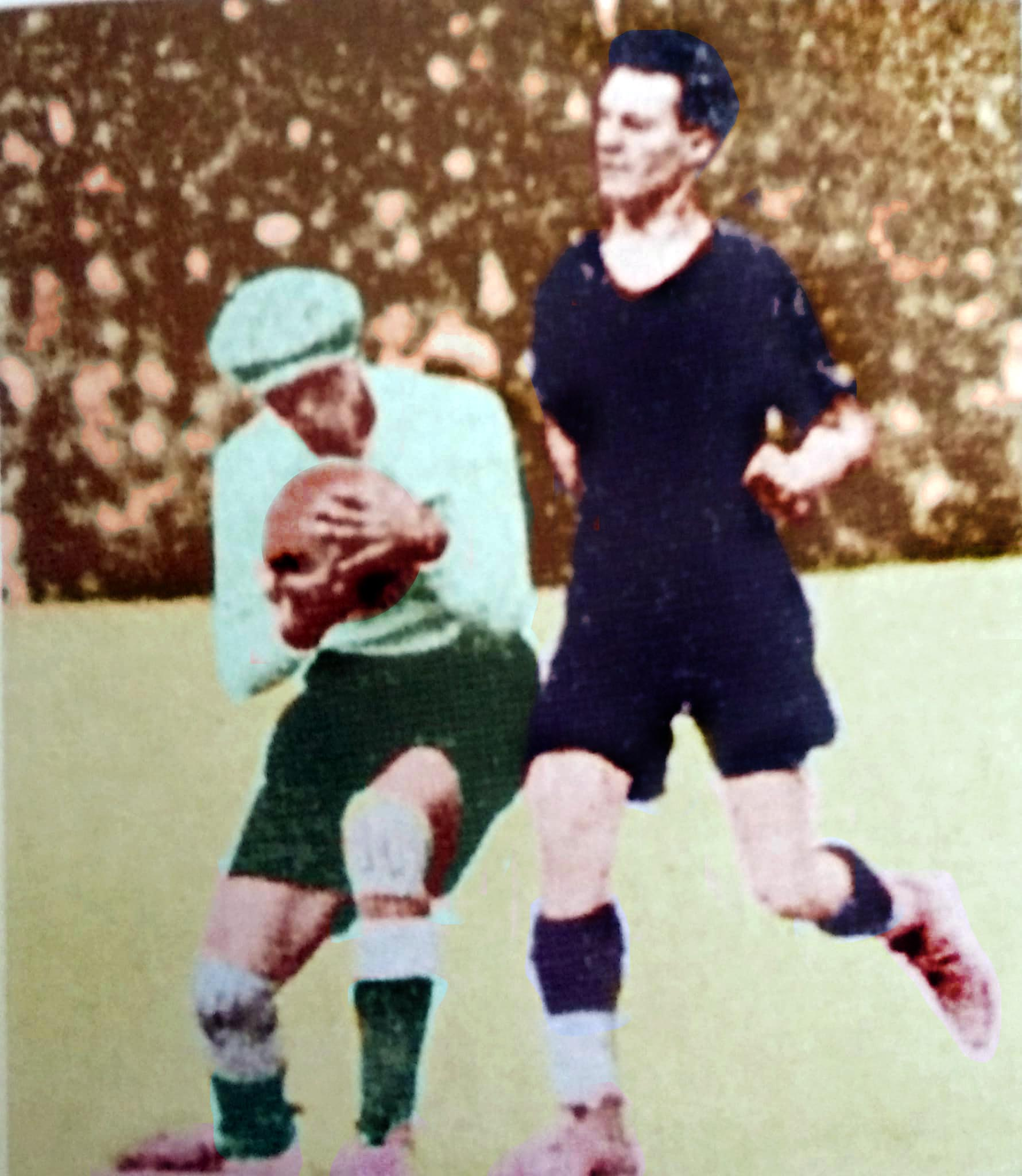
Panathinaikos FC - AS Venus București 1928

Cupa J.L.P.Niculescu/Cupa M.A.Zorileanu 1920–21 a fost cel de-al nouălea sezon al Diviziei A.  A început în octombrie 1920 și s-a terminat pe 12 iunie 1921. Mulți ani s-a înregistrat că Venus București a fost campioana din acest sezon, din cauza unor rapoarte găsite în presă în acea vreme și a apărut cu 8 campionate. Cu toate acestea, jurnalistul Romeo Ionescu a descoperit că, de fapt, echipa câștigătoare ar fi fost Unirea Tricolor București, după o victorie în finala campionatului împotriva lui Venus (3-2). Alte date contrazic această teorie, iar titlul din acest sezon rămâne în palmaresul lui Venus.

#### Finala
| Echipa 1        | Scor  | Echipa 2        |
| --------------- | ----- | --------------- |
| Unirea Tricolor | 3 – 2 | Venus București |

Marcatori
- Tricolor București: Charles Kohler (3 goluri)
- Venus București: Onoriu Nicolau (2 goluri)

### Perioada de glorie

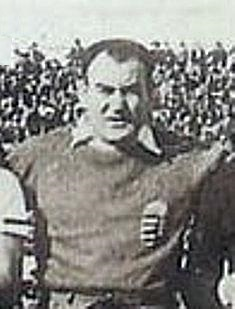
Antrenorul Franz Platko, campion cu Venus în sezonul 1936–1937

Clubul a mai câștigat 6 titluri naționale care au venit (după hegemonia Chinezului din anii '20) în 1929, 1932, 1934, 1937, 1939 și în final în 1940. Marii rivali în anii '30 au fost cei de la Ripensia Timișoara, care au luat restul de titluri din acea perioadă. În Cupa României, a dezvoltat un adevărat complex față de rivalii locali Rapid București, nereușind să câștige finala din 1940 și pierzând la aceiași adversari în semifinalele din 1937, 1938, 1939, 1941 și 1942.
Clubul a mai participat la trei ediții ale Cupei Mitropa:
Cupa Mitropa 1937 – 16-mi: Venus București 4–6 Ujpest și Ujpest 4–1 Venus București
Cupa Mitropa 1939 – Sferturi: Venus București 1–0 Bologna și Bologna 5–0 Venus București
Cupa Mitropa 1940 – Sferturi de finală: BSK Beograd 3–0 Venus București și Venus București 0–1 BSK Beograd

### Venusul postbelic
În anul 1948, în urma legii ce obliga toate cluburile sportive să se afilieze la un sindicat, Venus a fuzionat cu Uzinele Comunale București, devenind Venus UCB. În toamna anului 1948 Venus evolua în eșalonul al 3-lea și, odată cu desființarea arbitrară a acestuia, Venus a dispărut. În anul 1953, zona în care se afla Arena Venus (actualul parc Știrbei, cuprins între podul cu același nume și Casa de Cultură a Studenților) devine zonă militară și toate clădirile, inclusiv stadionul, au fost demolate.

### Reînființarea
În anul 2014, doi iubitori ai fotbalului împreună cu rude ale foștilor fotbaliști ai clubului din perioada interbelică, între care președintele de onoare al clubului, Alexandru Cristian Vâlcov (fiul marelui fotbalist venusist Colea Vâlcov), au refondat clubul. Vechiul stadion nu mai există, dar echipa joacă meciurile acasă pe stadionul Biruința din cartierul Bucureștii Noi. După primul sezon(2014-2015) de la reînființare, Venus s-a clasat pe locul 7 cu 28 de puncte. Începând cu sezonul 2015-2016 AMFB a înființat liga a cincea, primele șapte echipe din cele două serii rămân în liga a patra iar celelalte au format liga a cincea. Venus s-a clasat tot pe locul 7 cu 34 de puncte, într-o ligă a patra mult mai puternică. În sezonul 2016-2017 Venus termină pe locul 12 cu 27 de puncte. După un sezon slab 2017-2018, Venus termină pe locul 15 cu 9 puncte și retrogradează în liga a cincea.
Revine în Liga a patra în anul 2022 după un parcurs foarte bun în sezonul 2021-2022 fiind câștigătoarea campionatului Ligii a cincea. În sezonul 2023-24 participă la prima competiție internațională după opt decenii, Trofeul Fenix.

## Stadion

### Stadionul Venus
La 5 ani după construcția Stadionului Romcomit, în București apare o nouă arenă, Stadionul Venus. Arena a fost construită din banii avocatului  Alexandru Elădescu, acesta vânzând o pădure pentru a face rost de banii necesari construcției. Pe terenul respectiv era Grădina Procopoaiei, un loc de plimbare foarte la modă la începutul secolului XX. Inițial pe acest loc se dorea construirea unei gări centrale, dar acest proiect a fost abandonat. Stadionul era amplasat între Splaiul Dâmboviței și Podul Eroilor, care se numea chiar Podul Venus. Arena Venus avea o capacitate de 15.000 locuri și dispunea de o instalație de nocturnă, pe stâlpi (spre deosebire de arena Romcomit), iar gazonul era din iarbă naturală. Fundațiile pe care stăteau stâlpii nocturnei sunt acolo și în prezent. Pe lângă terenul de fotbal mai existau terenuri anexe, sală de recuperare cât și un cabinet medical. În meciul inaugural Venus București a jucat contra echipei Juventus București, meci încheiat cu scorul de 2-3 în favoarea oaspeților. Nocturna stadionului s-a inaugurat la 18 august 1934 cu ocazia meciului dintre Juventus Bucuresti si Admira Viena (scor 2-3).

### Stadionul Biruința
Actualmente Venus joacă pe stadionul Biruința. În cartierul Dămăroaia se găsește una dintre cele mai bine întreținute vechi baze sportive de cartier. Gazonul din iarbă naturală arată foarte bine, capacitatea este de 200 de locuri.

## Palmares

### Competiții naționale
Divizia A
 Campioană (8): 1920, 1921, 1929, 1932, 1934, 1937, 1939, 1940.
 Liga a V-a București
Campioni (1):  2021–22.
 Cupa României
 Finalistă(1): 1940.

### Competiții internaționale
Cupa Mitropa
- Sferturi de Finală(2): 1939, 1940

## Bilanțul în primul eșalon
| Divizia A | J   | V   | E  | Î  | GM  | GP  | Pct |
| --------- | --- | --- | -- | -- | --- | --- | --- |
| Total     | 180 | 108 | 35 | 37 | 499 | 248 | 251 |
| Acasă     | 90  | 65  | 13 | 12 | 296 | 110 | 143 |
| Deplasare | 90  | 43  | 22 | 25 | 203 | 138 | 108 |

## Bilanț în cupele europene
| Sezon | Competiție   | Runda | Țara       | Club          | Rezultate |
| ----- | ------------ | ----- | ---------- | ------------- | --------- |
| 1937  | Cupa Mitropa | 1/8   | Ungaria    | Újpest FC     | 4-6, 1-2  |
| 1939  | Cupa Mitropa | 1/4   | Italia     | AGC Bologna   | 1-0, 0-5  |
| 1940  | Cupa Mitropa | 1/4   | Iugoslavia | Beogradski SK | 0-3, 0-1  |

- 1/8 = optimi de finală
- 1/4 = sferturi de finală

## Jucători emblematici
| Portari                                                                                      | Fundași | Mijlocași | Atacanți |  |
| -------------------------------------------------------------------------------------------- | --- | --- | --- |  |
| - Mircea David - Dumitru Budan - Jean Ion Lăpușneanu - Theodor Postescu - Nicolae Iorăchescu | - Lazăr Sfera - Gheorghe Albu - Vladimir Arsici - Crum Ionescu - Alexandru Negrescu - Gheorghe Drăghicescu - Dutescu Motoriu - Costel Renaldo Actis - Stere Sterian - Dumitru Cîrciog - Vladimir Cearughin - Bondoc Ionescu-Crum - Mircea Popescu | - Alfred Eisenbeisser - Constantin Stanciu - Augustin Juhasz - Vasile Gain - Tudor Vladimirescu - Gheorghe Brandabura - Rudolf Demetrovici - Onoriu Nicolau - Nicolae Gorgorin - Ioan Lupaș - Vasile Nicolau-Unchiul - Milos Struska - Andrei Bărbulescu - Gheorghe Tănăsescu - Radu Adrian | - Nicolae-Colea Vâlcov - Petre-Petea Vâlcov - Volodea Vâlcov - Constantin Stanciu - Silviu Ploeșteanu - Kostas Houmis - Traian Iordache - Cornel Orza - Lucian Gruin - Nicolae Ene - Emil Herescu |  |

## Jucători actuali
- Graur Ionuț
- Minea Laurențiu
- Andreescu Eduard
- Blendea Cristian
- Botea Cornel
- Bărcă Gabriel
- Caraian Beniamin
- Catana Andrei
- Cristea Florin
- Căpraru Aurel
- Ciupercea Cristian
- Ciucă Alexandru
- Iordan Gerard
- Ionescu Silviu
- Ionascu Justinian
- Martac Denis
- Mohammed Yasin
- Nan Eduard
- Niculcea Lucian
- Oprea Dan
- Paraschiv Silviu
- Plesoianu Iulian
- Szakacs Coymin
- Tudor Adrian
- Toader Radu
- Zamfira Mihai

## Antrenori
- Iosif Janoszy
- Franz Platko 1936-1937
- Béla Jánossy 1937-1940
- Mălăelea Tiberiu 2014 -2018
- Verde Florin 2018-2019
- Mălăelea Tiberiu 2020 -2023

## Numele clubului
- 1914 - Asociația Fotbal Club Venus București
- 1936 - Asociația Sportivă si Culturală Venus București
- 2014 - Asociația Fotbal Club Venus 1914 București